# NGC 7022
NGC 7022 est une galaxie lenticulaire barrée située dans la constellation de l'Indien. Sa vitesse par rapport au fond diffus cosmologique est de 2 136 ± 23 km/s, ce qui correspond à une distance de Hubble de 31,5 ± 2,2 Mpc (∼103 millions d'al). NGC 7022 a été découverte par l'astronome britannique John Herschel en 1834.
NGC 7022 et NGC 7029 forment une paire de galaxies.